# A Nemzetközi Űrállomás 44. alaplegénysége
A Nemzetközi Űrállomás 44. alaplegénysége (expedíciója) hattagú alaplegénység, melyet két Szojuz űrhajó, a Szojuz TMA–16M és a Szojuz TMA–17M juttatott fel. Az expedíció a 42/43. alaplegénység 2015. június 11-i, Szojuz TMA–15M űrhajóval történő visszatérésével kezdődött.
Eredetileg Jurij Valentyinovics Loncsakov lett volna a 44. alaplegénység parancsnoka, ám 2013. szeptember 6-án leszerelt a Orosz Szövetségi Űrügynökségtől, mivel a Gazprom cégnél kapott állást.

## Személyzet
| Pozíció            | Első rész (2015. június – július) | Első rész (2015. június – július) | Második rész (2015. július – szeptember)                                                                                                  | Második rész (2015. július – szeptember)                                                                                                  |
| ------------------ | --- | --- | --- | --- |
| parancsnok         | Gennagyij Ivanovics Padalka, RKA ötödik űrrepülése fellövés: 2015. 03. 27., Szojuz TMA–16M visszatérés: 2015. 09. 12., Szojuz TMA–16M     | Gennagyij Ivanovics Padalka, RKA ötödik űrrepülése fellövés: 2015. 03. 27., Szojuz TMA–16M visszatérés: 2015. 09. 12., Szojuz TMA–16M     | Gennagyij Ivanovics Padalka, RKA ötödik űrrepülése fellövés: 2015. 03. 27., Szojuz TMA–16M visszatérés: 2015. 09. 12., Szojuz TMA–16M     | Gennagyij Ivanovics Padalka, RKA ötödik űrrepülése fellövés: 2015. 03. 27., Szojuz TMA–16M visszatérés: 2015. 09. 12., Szojuz TMA–16M     |
| fedélzeti mérnök 1 | Mihail Boriszovics Kornyijenko, RKA második űrrepülése fellövés: 2015. 03. 27., Szojuz TMA–16M visszatérés: 2016. 03. 03., Szojuz TMA–18M | Mihail Boriszovics Kornyijenko, RKA második űrrepülése fellövés: 2015. 03. 27., Szojuz TMA–16M visszatérés: 2016. 03. 03., Szojuz TMA–18M | Mihail Boriszovics Kornyijenko, RKA második űrrepülése fellövés: 2015. 03. 27., Szojuz TMA–16M visszatérés: 2016. 03. 03., Szojuz TMA–18M | Mihail Boriszovics Kornyijenko, RKA második űrrepülése fellövés: 2015. 03. 27., Szojuz TMA–16M visszatérés: 2016. 03. 03., Szojuz TMA–18M |
| fedélzeti mérnök 2 | Scott Joseph Kelly, NASA negyedik űrrepülése fellövés: 2015. 03. 27., Szojuz TMA–16M visszatérés: 2016. 03. 03., Szojuz TMA–18M           | Scott Joseph Kelly, NASA negyedik űrrepülése fellövés: 2015. 03. 27., Szojuz TMA–16M visszatérés: 2016. 03. 03., Szojuz TMA–18M           | Scott Joseph Kelly, NASA negyedik űrrepülése fellövés: 2015. 03. 27., Szojuz TMA–16M visszatérés: 2016. 03. 03., Szojuz TMA–18M           | Scott Joseph Kelly, NASA negyedik űrrepülése fellövés: 2015. 03. 27., Szojuz TMA–16M visszatérés: 2016. 03. 03., Szojuz TMA–18M           |
| fedélzeti mérnök 3 | | Oleg Dmitrijevics Kononyenko, RKA harmadik űrrepülése fellövés: 2015. 07. 22., Szojuz TMA–17M visszatérés: 2015. 12. 22., Szojuz TMA–17M  | Oleg Dmitrijevics Kononyenko, RKA harmadik űrrepülése fellövés: 2015. 07. 22., Szojuz TMA–17M visszatérés: 2015. 12. 22., Szojuz TMA–17M  | |
| fedélzeti mérnök 4 | | Jui Kimija, JAXA első űrrepülése fellövés: 2015. 07. 22., Szojuz TMA–17M visszatérés: 2015. 12. 22., Szojuz TMA–17M                       | Jui Kimija, JAXA első űrrepülése fellövés: 2015. 07. 22., Szojuz TMA–17M visszatérés: 2015. 12. 22., Szojuz TMA–17M                       | |
| fedélzeti mérnök 5 | | Kjell N. Lindgren, NASA első űrrepülése fellövés: 2015. 07. 22., Szojuz TMA–17M visszatérés: 2015. 12. 22., Szojuz TMA–17M                | Kjell N. Lindgren, NASA első űrrepülése fellövés: 2015. 07. 22., Szojuz TMA–17M visszatérés: 2015. 12. 22., Szojuz TMA–17M                | |

ForrásSpacefacts